# アイリッシュ・マフィア
アイリッシュ・マフィア（別名アイリッシュ・ギャングあるいはアイリッシュ・モブ、英語: Irish mob, Irish mafia, Irish gang）は、19世紀初期から存在する、アメリカ合衆国で最も古い犯罪組織である。アイリッシュ・マフィアはボストン、ニューヨーク、フィラデルフィア、シカゴ、クリーブランド、双子都市（ミネアポリスとセントポール）、ニューオーリンズを含むアメリカ合衆国の主要な都市に多く現れる。
アイルランドの他に、カナダ、オーストラリア、イギリスにもアイルランド系ギャングの活動の歴史がある。

## アメリカ合衆国におけるアイリッシュ・マフィア

### ニューヨーク

#### 禁酒法以前
将来議員となるジョン・モリシーに率いられていたデッド・ラビッツやワイオスのようなアイルランド系アメリカ人ストリートギャングは、1880年代から1890年代の間直近に現れたイタリアンギャングやユダヤ人ギャングを主とする他のギャングとの争いに直面する以前、1世紀以上もの間ニューヨークの裏社会を支配した。

#### ザ・ウェスティーズ
ザ・ウェスティーズはマンハッタン西部に位置するヘルズ・キッチン発祥のアイルランド系アメリカンギャングである。最も著名なメンバーに含まれるのはミッキー・スピレイン、エディー・マクグレイス、ジェームズ・クーナン、ミッキー・フェザーストンそしてエドワード・カミスキーである。
1970年代にアイリッシュマフィアとイタリアンマフィアの暴徒戦争が起こった。発端はジェノベーゼ・ファミリーがまもなく建設されるジェイコブ・K　ジャビッツコンベンションセンターに対する管理権を求めたことでアイリッシュ・マフィアがイタリアンマフィアの脅威が増したとみたことにある。コンベンションセンターがスピレインのヘルズ・キッチンの近隣に建設されたので、スピレインはイタリアンマフィアによるいかなる関与も許可せずに拒否した。イタリアンギャングはアイリッシュ・マフィアのメンバーより非常に数が多いが、スピレインはコンベンションセンターとヘルズ・キッチンのコントロールを保つことに成功した。イタリアンマフィアはスピレインに敗れたことにより失望し、当惑させられ、ジョセフ・"マッドドッグ"・サリバンと呼ばれるごろつきのアイルランド系アメリカ人殺し屋を、スピレインの副官のトップの3人トム・デヴァニー、エディー・"ザ・ブッチャー"・クミスキー、トム・"ザ・グリーク"・カパトスを暗殺するために雇うことで応じた。
更にこの頃、ミッキー・スピレインとヘルズ・キッチンから出てきた若い成り上がりジェームズ・クーナンの間で権力闘争が起こった。そして1977年、スピレインはジェノベーゼ・ファミリーが仕向けた暗殺者による弾丸の雨に殺された。そのせいでクーナンはガンビーノ・ファミリーのロイ・デメイオと同盟を結ぶことになった。ジェノベーゼ・ファミリーはウェスティーズがあまりにも暴力的であり、よく戦争を引き起こすのでガンビーノ・ファミリーを介して停戦協定を調停することに決めた。
クーナンは1986年にRICO法という法律の下に投獄された。フェザーストンは1980年代初頭、逮捕後に情報提供者となった。

### ボストン

#### 禁酒法
ボストンはアイリッシュ・マフィアの活動歴が多く記されている地域である。特にサマービルやチャールズタウン、サウスボストン（「サウシー」）、ドーチェスターとロックスベリーのようなアイルランド系アメリカ人が多くいた地域では最も初期のアイルランド系ギャングが禁酒法の期間に現れた。

#### ウィンターヒル・ギャング
ウィンターヒル・ギャングとは犯罪者によって組織されたボストン地域の緩やかな連合である。そしてアメリカの歴史上最も成功した犯罪組織の1つであった。ウィンターヒル・ギャングは1960年代初期から1990年代半ばまでボストンの裏社会をコントロールした。ウィンターヒルはその名前をボストン北部マサチューセッツ州ウィンターヒル地区のサマービルを起源とし、最初のボス、ジェームズ・"バディ"・マクレーンによって設立された。1979年以後、ウィンターヒル・ギャングはホワイティことジェームズ・ジョセフ・バルジャーと殺し屋スティーブン・フレミーに引き継がれた。ウィンターヒル・ギャングは、連邦政府の告発の多くが証拠と目撃者の協力不足によって失敗し、トミー・"ツーガンズ"・アタード、シーン・"アイリッシュ・カー・ボム"・マッケナ、ミッキー・"ミーンマシーン"・マーフィーなどの若い前任者が上位に加わる余裕をつくったのち、2000年代初頭に迅速に解散した。

#### アイリッシュ・マフィア闘争
アイリッシュ・マフィア闘争は、マサチューセッツ州で支配力のある2つの犯罪組織の間で1960年代を通して起こった闘争から名づけられた。その2つの組織はアイルランド系アメリカ人によって組織される、バーナードとエドワード・"パンチー"・マクローリン兄弟率いるボストンのチャールズタウン・マフィア、そしてジェームズ・"バディ"・マクレーンを頭とするサマービル（ボストンの北）のウィンターヒル・ギャングである。その闘争はジョージ・マクローリンがウィンターヒルのアレックス・”ボボ”・ペトリコーン、更に俳優として知られるアレックス・ロッコと交際していたガールフレンドをひっかけようとした時に始まったと広く信じられている。次いでマクローリンはほかのウィンターヒルのメンバー2人に殴られ、入院させられた。その後、バーニー・マクローリンは真相のためにバディ・マクレーンのもとへ向かった。マクレーンが仲間を引き渡すことを拒否したとき、バーニーは復讐を誓ったが、すぐにチャールズタウン・シティ・スクエアでマクレーンによって殺された。この闘争はチャールズタウン・マフィアとそのリーダーの根絶という結果になり、バーニーとエドワード・マクローリン、そしてスティーブとコニー・ヒューズは全員殺されていた。
1960年代後期そして1970年代初期、他にも2つのアイルランド系アメリカ人ギャング、胴元と高利貸業をコントロールするキリーン・ギャングと盗みによって成り立っていたマレン・ギャングの間での暴徒戦争がサウスボストンで起こった。1972年、マフィアのボスであるドナルド・キリーンは殺され、両方の組織の残りのメンバーはウィンターヒル・ギャングに吸収された。ドナルド・キリーンの重要な用心棒の1人がホワイティ・バルジャーであった。

#### FBIの腐敗
1970年代から1980年代の間、FBIのボストンオフィスは連邦政府のエージェントであるジョン・J・コノリーを通して潜入を行ったが、コノリーはホワイティ・バルジャーと癒着しており、バルジャーは政府の情報提供者という立場でライバルに対して影響力を行使することができるようになった。これは1990年代半ばの後半まで明らかにならなかった。このスキャンダルは『ブラック・スキャンダル』という本の元になり、フィクション映画『ディパーテッド』の着想のもととなった。映画『ブラック・スキャンダル』はこの顛末を映画化したものである。

### フィラデルフィア

#### 禁酒法以前
20世紀前半の有名なアイルランド系ストリートギャングはジミー・ハガティ率いるスクールキルレンジャーズであった。ハガティは、複数回の殺意を持った暴行のため逮捕され、その時、彼は逮捕した警察官を射殺した。1869年1月まではフィラデルフィアにある裏社会の主要な人物のままであった
。

#### 第二次世界大戦後とK＆Aギャング
第二次世界大戦の間、K＆Aギャングは都市の裏社会を統治したアイルランド系ギャングであった。K＆Aギャングは1980年代後半メタンフェタミンの取引に動き、フッシュタウンとポートリッチモンドとその近辺に取引を拡大させた。 K＆Aの強盗団のメンバーの1人、ジョン・ベーカリーはK＆Aギャングの頭となり薬物取引拡大に大きな影響を及ぼした。1987年、スカルフォ・クライム・ファミリーの手下レイモンド・マルトラーナ、ベーカリー、そして何人もの人々が、メタンフェタミン団に大きく関与したとして起訴された。

### シカゴ
禁酒法時代にアイリッシュ・マフィアが活発に活動していたが、アル・カポネ率いるイタリア系のマフィア、シカゴ・アウトフィットとの対立が激しくなっていった。

### その他の地域

#### 東部
ロードアイランド州プロビデンスやニュージャージー州でアイリッシュ・マフィアの活動が見られた。アトランティックシティのアイリッシュ・マフィア、イーノック・"ナッキー"・ジョンソンはHBOのテレビドラマ『ボードウォーク・エンパイア 欲望の街』の主人公イーノック・"ナッキー"・トンプソンのモデルとなった。

#### 中部
オハイオ州クリーブランド、イリノイ州ロック・アイランズ、ミズーリ州セントルイス、ネブラスカ州オマハなどで歴史的にアイリッシュ・マフィアの活動が見られた。

#### 南部
オクラホマ州やアラバマ州、ジョージア州などでアイリッシュ・マフィアの活動が見られた。

#### 北部
ミネソタ州のミネアポリスとセントポールでアイリッシュ・マフィアの活動が見られる。

## アイルランド

### ダブリン
1960年代まではそれほど犯罪が多発する地域ではなかったが、1970年代以降に銃犯罪が増えるようになった。主なダブリンのアイリッシュ・マフィアとしてはラリー・ダンやマーティン・ケイヒルが有名である。
1996年、ジャーナリストでダブリンの麻薬組織を取材していたヴェロニカ・ゲリンがジョン・ギリガンの一味に暗殺された。この殺人事件の後、アイリッシュ・マフィア組織に対して大がかりな捜査が行われ、400件もの逮捕によってギリガン一味は壊滅に近い状態になった。この事件については『ヴェロニカ・ゲリン』というタイトルの映画も制作されている。

### リムリック
ダブリン同様、1960年代のリムリックはそれほど犯罪の多い地域ではなかった。しかしながら1990年代頃にマフィア同士の抗争が起こり、2008年時点ではリムリックはヨーロッパでも最も犯罪の多い都市の1つとなった。その後、犯罪は減少に向かっており、リムリック警察は組織犯罪への対処を重視している。  

### 北アイルランド
20世紀中頃にストリートギャングが発生し、21世紀に入ってからは民兵組織とギャングの統合の傾向が見られる。

#### ベルファスト
アルスター義勇軍の一部が強盗や美術品の盗難などの犯罪に関わっていた。1970年代にいくつかテロ攻撃を実施している。2007年より、公式には活動停止している。

## その他の地域

### カナダ
オタワでは1830年代から1840年代にかけてアイリッシュ・マフィアが活発に活動していた。モントリオールのウェスト・エンド・ギャングはカナダでも影響力のある犯罪組織の1つである。

### オーストラリア
メルボルンではアイルランド系犯罪組織が長きにわたり活動を行っている。

### イギリス
クラーケンウェルやマンチェスターなどでアイリッシュ・マフィアの活動が報告されている。

## 参考書籍
- Carr, Howie. The Brothers Bulger: How They Terrorized and Corrupted Boston for a Quarter Century, Grand Central Publishing, 2006. ISBN 978-0-446-61888-5..
- Covey, Herbert C. Street Gangs Throughout the World. Charles C. Thomas. ISBN 978-0-398-07905-5
- Downey, Patrick. Gangster City: The History of the New York Underworld, 1900–1935. Barricade Books, 2004. ISBN 1-56980-267-X
- Durney, James. The Mob: The History of Irish Gangsters in America.
- English, T. J. The Westies.
- _____. Paddy Whacked: The Untold Story of the Irish American Gangster. New York: HarperCollins, 2005. ISBN 0-06-059002-5
- Flemmi, Joe. The General.
- Hornblum, Allen. Confessions of a Second Story Man: Junior Kripplebauer and the K&A Gang.
- Jacobs, James B., Coleen Friel and Robert Radick. Gotham Unbound: How New York City Was Liberated from the Grip of Organized Crime. New York: NYU Press, 1999. ISBN 0-8147-4247-5
- Lehr, Dick and O'Neill, Gerard. Black Mass.
- McCain, Joe. Legends of Winter Hill (2005).
- MacDonald, Michael Patrick. All Souls.
- McKenzie, Edward "Eddie Mac". Street Soldier.
- Porrello, Rick. To Kill the Irishman: The War that Crippled the Mafia. Novelty, Ohio: Next Hat Press, 2004. ISBN 0-9662508-9-3
- Shea, John "Red". Rat Bastards.
- State Department, Office of the Coordinator for Counterterrorism. Country Reports on Terrorism 2004.
- Teresa, Vincent with Thomas C. Renner. My Life in the Mafia. Doubleday and Company Inc., 1973. ISBN 1-56849-377-0
- Weeks, Kevin. Brutal: The Untold Story of My Life Inside Whitey Bulger's Irish Mob.
- Williams, Paul. The General: Irish Mob Boss. First Forge, 2003. ISBN 0-765-30624-7